# Ivan Krstanović
Ivan Krstanović (Tomislavgrad, 5 gennaio 1983) è un ex calciatore bosniaco con passaporto croato, di ruolo attaccante.

## Carriera
Ha giocato nella prima divisione bosniaca ed in quella croata.

## Palmarès

### Club
- Campionato croato: 2

Dinamo Zagabria: 2011-2012
- Coppa di Croazia: 2

Dinamo Zagabria: 2011-2012, 2012-2013
Rijeka: 2013-2014
- Supercoppa di Croazia: 1

Rijeka: 2014
- Coppa della Bosnia ed Erzegovina: 1

Široki Brijeg: 2006-2007, 2012-2013, 2016-2017

### Individuale
- Capocannoniere del campionato croato: 1

2010-2011 (19 reti)